# Cho Jin-ho
Cho Jin-Ho (2 de agosto de 1973 – 10 de outubro de 2017) foi um futebolista profissional e treinador de futebol sul-coreano, que jogava na posição de meia. 

## Carreira
Ele representou a Seleção Sul-Coreana de Futebol nas Olimpíadas de 1992. e fez parte do elenco da Seleção Coreana de Futebol da Copa do Mundo de 1994.